# Liste der Nummer-eins-Hits in Irland (2017)
Dies ist eine Liste der Nummer-eins-Hits in Irland im Jahr 2017. Sie basiert auf den offiziellen Top 100 der irischen Single- und Albumcharts, die im Auftrag der Irish Recorded Music Association (IRMA) erstellt werden.

## Singles
| ← 2016 ← | Liste der Nummer-eins-Hits in Irland | Liste der Nummer-eins-Hits in Irland      | Liste der Nummer-eins-Hits in Irland | 2018 →                    |
| \| Zeitraum \| Wo. ges. \| Interpret \| Titel Autor(en) \| Zusätzliche Informationen \| \| (Zeitraum, Wochen auf Platz eins, Interpret, Titel, Autor[en], zusätzliche Informationen) \| \| \| \| \| \| ----------------------------------------------------------------------------------------- \| -------- \| ----------------------------------------- \| ------------------------------------------------------------------------------------------------------------------------------------------------ \| ------------------------- \| \| 18. November 2016 – 12. Januar 2017 8 Wochen \| 8 \| Clean Bandit feat. Sean Paul & Anne-Marie \| Rockabye Jack Patterson, Steve McCutcheon, Ammar Malik, Ina Wroldsen, Sean Paul Henriques \| – \| \| 13. Januar 2017 – 9. März 2017 8 Wochen (insgesamt 14) \| 14 \| Ed Sheeran \| Shape of You Ed Sheeran, Steve Mac, Johnny McDaid, Kandi Burruss, Tameka Cottle, Kevin Briggs \| – \| \| 10. März 2017 – 23. März 2017 2 Wochen \| 2 \| Ed Sheeran \| Galway Girl Ed Sheeran, Amy Wadge, Damian McKee, Eamon Murray, Johnny McDaid, Liam Bradley, Niamh Dunne, Sean Graham, Foy Vance \| – \| \| 24. März 2017 – 4. Mai 2017 6 Wochen (insgesamt 14) \| 14 \| Ed Sheeran \| Shape of You Ed Sheeran, Steve Mac, Johnny McDaid, Kandi Burruss, Tameka Cottle, Kevin Briggs \| – \| \| 5. Mai 2017 – 17. August 2017 15 Wochen \| 15 \| Luis Fonsi feat. Daddy Yankee \| Despacito Luis Rodríguez, Erika Ender, Ramón Ayala \| – \| \| 18. August 2017 – 31. August 2017 2 Wochen (insgesamt 8) \| 8 \| Dua Lipa \| New Rules Caroline Ailin, Emily Warren, Ian Kirkpatrick \| – \| \| 1. September 2017 – 7. September 2017 1 Woche \| 1 \| Taylor Swift \| Look What You Made Me Do Taylor Swift, Jack Antonoff, Fred Fairbrass, Richard Fairbrass, Rob Manzoli \| – \| \| 8. September 2017 – 19. Oktober 2017 6 Wochen (insgesamt 8) \| 8 \| Dua Lipa \| New Rules Caroline Ailin, Emily Warren, Ian Kirkpatrick \| – \| \| 20. Oktober 2017 – 2. November 2017 2 Wochen \| 2 \| Post Malone feat. 21 Savage \| Rockstar Austin Post, Shayaa Abraham-Joseph, Louis Bell, Olufunmibi Awoshiley \| – \| \| 3. November 2017 – 7. Dezember 2017 5 Wochen \| 5 \| Camila Cabello feat. Young Thug \| Havana Camila Cabello, Brittany Hazzard, Ali Tamposi, Brian Lee, Andrew Watt, Pharrell Williams, Jeffery Lamar Williams, Adam Feeney, Louis Bell \| – \| \| 8. Dezember 2017 – 25. Januar 2018 7 Wochen \| 7 \| Ed Sheeran \| Perfect Ed Sheeran \| – \| |                                      |                                           | |                           |
| ← 2016 |                                      |                                           | | → 2018 →                  |
| Zeitraum | Wo. ges.                             | Interpret                                 | Titel Autor(en) | Zusätzliche Informationen |
| (Zeitraum, Wochen auf Platz eins, Interpret, Titel, Autor[en], zusätzliche Informationen) |                                      |                                           | |                           |
| 18. November 2016 – 12. Januar 2017 8 Wochen | 8                                    | Clean Bandit feat. Sean Paul & Anne-Marie | Rockabye Jack Patterson, Steve McCutcheon, Ammar Malik, Ina Wroldsen, Sean Paul Henriques                                                        | –                         |
| 13. Januar 2017 – 9. März 2017 8 Wochen (insgesamt 14) | 14                                   | Ed Sheeran                                | Shape of You Ed Sheeran, Steve Mac, Johnny McDaid, Kandi Burruss, Tameka Cottle, Kevin Briggs                                                    | –                         |
| 10. März 2017 – 23. März 2017 2 Wochen | 2                                    | Ed Sheeran                                | Galway Girl Ed Sheeran, Amy Wadge, Damian McKee, Eamon Murray, Johnny McDaid, Liam Bradley, Niamh Dunne, Sean Graham, Foy Vance                  | –                         |
| 24. März 2017 – 4. Mai 2017 6 Wochen (insgesamt 14) | 14                                   | Ed Sheeran                                | Shape of You Ed Sheeran, Steve Mac, Johnny McDaid, Kandi Burruss, Tameka Cottle, Kevin Briggs                                                    | –                         |
| 5. Mai 2017 – 17. August 2017 15 Wochen | 15                                   | Luis Fonsi feat. Daddy Yankee             | Despacito Luis Rodríguez, Erika Ender, Ramón Ayala                                                                                               | –                         |
| 18. August 2017 – 31. August 2017 2 Wochen (insgesamt 8) | 8                                    | Dua Lipa                                  | New Rules Caroline Ailin, Emily Warren, Ian Kirkpatrick                                                                                          | –                         |
| 1. September 2017 – 7. September 2017 1 Woche | 1                                    | Taylor Swift                              | Look What You Made Me Do Taylor Swift, Jack Antonoff, Fred Fairbrass, Richard Fairbrass, Rob Manzoli                                             | –                         |
| 8. September 2017 – 19. Oktober 2017 6 Wochen (insgesamt 8) | 8                                    | Dua Lipa                                  | New Rules Caroline Ailin, Emily Warren, Ian Kirkpatrick                                                                                          | –                         |
| 20. Oktober 2017 – 2. November 2017 2 Wochen | 2                                    | Post Malone feat. 21 Savage               | Rockstar Austin Post, Shayaa Abraham-Joseph, Louis Bell, Olufunmibi Awoshiley                                                                    | –                         |
| 3. November 2017 – 7. Dezember 2017 5 Wochen | 5                                    | Camila Cabello feat. Young Thug           | Havana Camila Cabello, Brittany Hazzard, Ali Tamposi, Brian Lee, Andrew Watt, Pharrell Williams, Jeffery Lamar Williams, Adam Feeney, Louis Bell | –                         |
| 8. Dezember 2017 – 25. Januar 2018 7 Wochen | 7                                    | Ed Sheeran                                | Perfect Ed Sheeran | –                         |

## Alben
| ← 2016 ← | Liste der Nummer-eins-Hits in Irland | Liste der Nummer-eins-Hits in Irland | Liste der Nummer-eins-Hits in Irland | 2018 →                    |
| \| Zeitraum \| Wo. ges. \| Interpret \| Titel \| Zusätzliche Informationen \| \| (Zeitraum, Wochen auf Platz eins, Interpret, Titel, zusätzliche Informationen) \| \| \| \| \| \| ------------------------------------------------------------------------------ \| -------- \| ---------------- \| -------------------- \| ------------------------- \| \| 30. Dezember 2016 – 12. Januar 2017 2 Wochen (insgesamt 4) \| 4 \| Little Mix \| Glory Days \| – \| \| 13. Januar 2017 – 19. Januar 2017 1 Woche (insgesamt 3) \| 3 \| Ed Sheeran \| × \| – \| \| 20. Januar 2017 – 26. Januar 2017 1 Woche \| 1 \| The xx \| I See You \| – \| \| 27. Januar 2017 – 9. Februar 2017 2 Wochen (insgesamt 3) \| 3 \| Ed Sheeran \| × \| – \| \| 10. Februar 2017 – 16. Februar 2017 1 Woche \| 1 \| Elbow \| Little Fictions \| – \| \| 17. Februar 2017 – 2. März 2017 2 Wochen \| 2 \| Rag ’n’ Bone Man \| Human \| – \| \| 3. Februar 2017 – 9. März 2017 5 Wochen \| 5 \| Stormzy \| Gang Signs & Prayer \| – \| \| 10. März 2017 – 18. Mai 2017 10 Wochen (insgesamt 28) \| 28 \| Ed Sheeran \| ÷ \| – \| \| 19. Mai 2017 – 25. Mai 2017 1 Woche \| 1 \| Harry Styles \| Harry Styles \| – \| \| 26. Mai 2017 – 8. Juni 2017 2 Wochen (insgesamt 28) \| 28 \| Ed Sheeran \| ÷ \| – \| \| 9. Juni 2017 – 15. Juni 2017 1 Woche \| 1 \| The Coronas \| Trust the Wire \| – \| \| 16. Juni 2017 – 22. Juni 2017 1 Woche (insgesamt 28) \| 28 \| Ed Sheeran \| ÷ \| – \| \| 23. Juni 2017 – 29. Juni 2017 1 Woche \| 1 \| Nathan Carter \| Livin’ the Dream \| – \| \| 30. Juni 2017 – 3. August 2017 5 Wochen (insgesamt 28) \| 28 \| Ed Sheeran \| ÷ \| – \| \| 4. August 2017 – 10. August 2017 1 Woche \| 1 \| Arcade Fire \| Everything Now \| – \| \| 11. August 2017 – 31. August 2017 3 Wochen (insgesamt 28) \| 28 \| Ed Sheeran \| ÷ \| – \| \| 1. September 2017 – 7. September 2017 1 Woche (insgesamt 3) \| 3 \| Picture This \| Picture This \| – \| \| 8. September 2017 – 14. September 2017 1 Woche \| 1 \| The Script \| Freedom Child \| – \| \| 15. September 2017 – 21. September 2017 1 Woche \| 1 \| The National \| Sleep Well Beast \| – \| \| 22. September 2017 – 28. September 2017 1 Woche \| 1 \| Foo Fighters \| Concrete and Gold \| – \| \| 29. September 2017 – 12. Oktober 2017 2 Wochen (insgesamt 3) \| 3 \| Picture This \| Picture This \| – \| \| 13. Oktober 2017 – 19. Oktober 2017 1 Woche \| 1 \| Liam Gallagher \| As You Were \| – \| \| 20. Oktober 2017 – 26. Oktober 2017 1 Woche \| 1 \| Pink \| Beautiful Trauma \| – \| \| 27. Oktober 2017 – 9. November 2017 2 Wochen \| 2 \| Niall Horan \| Flicker \| – \| \| 10. November 2017 – 16. November 2017 1 Woche \| 1 \| Sam Smith \| The Thrill of It All \| – \| \| 17. November 2017 – 23. November 2017 1 Woche (insgesamt 2) \| 2 \| Taylor Swift \| Reputation \| – \| \| 24. November 2017 – 7. Dezember 2017 2 Wochen (insgesamt 3) \| 3 \| Christy Moore \| On the Road \| – \| \| 8. Dezember 2017 – 14. Dezember 2017 1 Woche \| 1 \| U2 \| Songs of Experience \| – \| \| 15. Dezember 2017 – 21. Dezember 2017 1 Woche (insgesamt 3) \| 3 \| Christy Moore \| On the Road \| – \| \| 22. Dezember 2017 – 18. Januar 2018 4 Wochen (insgesamt 28) \| 28 \| Ed Sheeran \| ÷ \| – \| |                                      |                                      |                                      |                           |
| ← 2016 |                                      |                                      |                                      | → 2018 →                  |
| Zeitraum | Wo. ges.                             | Interpret                            | Titel                                | Zusätzliche Informationen |
| (Zeitraum, Wochen auf Platz eins, Interpret, Titel, zusätzliche Informationen) |                                      |                                      |                                      |                           |
| 30. Dezember 2016 – 12. Januar 2017 2 Wochen (insgesamt 4) | 4                                    | Little Mix                           | Glory Days                           | –                         |
| 13. Januar 2017 – 19. Januar 2017 1 Woche (insgesamt 3) | 3                                    | Ed Sheeran                           | ×                                    | –                         |
| 20. Januar 2017 – 26. Januar 2017 1 Woche | 1                                    | The xx                               | I See You                            | –                         |
| 27. Januar 2017 – 9. Februar 2017 2 Wochen (insgesamt 3) | 3                                    | Ed Sheeran                           | ×                                    | –                         |
| 10. Februar 2017 – 16. Februar 2017 1 Woche | 1                                    | Elbow                                | Little Fictions                      | –                         |
| 17. Februar 2017 – 2. März 2017 2 Wochen | 2                                    | Rag ’n’ Bone Man                     | Human                                | –                         |
| 3. Februar 2017 – 9. März 2017 5 Wochen | 5                                    | Stormzy                              | Gang Signs & Prayer                  | –                         |
| 10. März 2017 – 18. Mai 2017 10 Wochen (insgesamt 28) | 28                                   | Ed Sheeran                           | ÷                                    | –                         |
| 19. Mai 2017 – 25. Mai 2017 1 Woche | 1                                    | Harry Styles                         | Harry Styles                         | –                         |
| 26. Mai 2017 – 8. Juni 2017 2 Wochen (insgesamt 28) | 28                                   | Ed Sheeran                           | ÷                                    | –                         |
| 9. Juni 2017 – 15. Juni 2017 1 Woche | 1                                    | The Coronas                          | Trust the Wire                       | –                         |
| 16. Juni 2017 – 22. Juni 2017 1 Woche (insgesamt 28) | 28                                   | Ed Sheeran                           | ÷                                    | –                         |
| 23. Juni 2017 – 29. Juni 2017 1 Woche | 1                                    | Nathan Carter                        | Livin’ the Dream                     | –                         |
| 30. Juni 2017 – 3. August 2017 5 Wochen (insgesamt 28) | 28                                   | Ed Sheeran                           | ÷                                    | –                         |
| 4. August 2017 – 10. August 2017 1 Woche | 1                                    | Arcade Fire                          | Everything Now                       | –                         |
| 11. August 2017 – 31. August 2017 3 Wochen (insgesamt 28) | 28                                   | Ed Sheeran                           | ÷                                    | –                         |
| 1. September 2017 – 7. September 2017 1 Woche (insgesamt 3) | 3                                    | Picture This                         | Picture This                         | –                         |
| 8. September 2017 – 14. September 2017 1 Woche | 1                                    | The Script                           | Freedom Child                        | –                         |
| 15. September 2017 – 21. September 2017 1 Woche | 1                                    | The National                         | Sleep Well Beast                     | –                         |
| 22. September 2017 – 28. September 2017 1 Woche | 1                                    | Foo Fighters                         | Concrete and Gold                    | –                         |
| 29. September 2017 – 12. Oktober 2017 2 Wochen (insgesamt 3) | 3                                    | Picture This                         | Picture This                         | –                         |
| 13. Oktober 2017 – 19. Oktober 2017 1 Woche | 1                                    | Liam Gallagher                       | As You Were                          | –                         |
| 20. Oktober 2017 – 26. Oktober 2017 1 Woche | 1                                    | Pink                                 | Beautiful Trauma                     | –                         |
| 27. Oktober 2017 – 9. November 2017 2 Wochen | 2                                    | Niall Horan                          | Flicker                              | –                         |
| 10. November 2017 – 16. November 2017 1 Woche | 1                                    | Sam Smith                            | The Thrill of It All                 | –                         |
| 17. November 2017 – 23. November 2017 1 Woche (insgesamt 2) | 2                                    | Taylor Swift                         | Reputation                           | –                         |
| 24. November 2017 – 7. Dezember 2017 2 Wochen (insgesamt 3) | 3                                    | Christy Moore                        | On the Road                          | –                         |
| 8. Dezember 2017 – 14. Dezember 2017 1 Woche | 1                                    | U2                                   | Songs of Experience                  | –                         |
| 15. Dezember 2017 – 21. Dezember 2017 1 Woche (insgesamt 3) | 3                                    | Christy Moore                        | On the Road                          | –                         |
| 22. Dezember 2017 – 18. Januar 2018 4 Wochen (insgesamt 28) | 28                                   | Ed Sheeran                           | ÷                                    | –                         |